# Pojemność rejestrowa
Pojemność rejestrowa (pojemność statku) – objętość wewnętrznej przestrzeni statku. Operuje się tutaj dwoma pojęciami:
- pojemnością rejestrową brutto,
- pojemnością rejestrową netto.

Do roku 1994 pojemność wyrażano w tonach rejestrowych (1 RT = 100 stóp sześciennych = 2,83 m³), obecnie jest to wielkość niemianowana, obliczana ze wzoru:
{\displaystyle T=K\cdot V}
{\displaystyle K=0{,}2+0{,}02\cdot \log _{10}V,}
gdzie {\displaystyle V} jest pojemnością w m³ (zgodnie z Dz.U.83.56.247).

## Pojemność brutto
Pojemność brutto oblicza się przez dodanie całkowitej objętości kadłuba, nadbudówek oraz odjęcie od niej pojemności zbiorników balastowych.
Obliczanie pojemności brutto według wzoru: {\displaystyle GT=K1\cdot V,} gdzie {\displaystyle V} – objętość w metrach sześciennych, {\displaystyle K1=0{,}2+0{,}02\cdot \log _{10}V.}
W literaturze polskiej zaproponowano używanie dla jednostki pojemności określenia: jednostka pojemnościowa brutto (JPB).

## Pojemność netto
Pojemność netto otrzymuje się przez odjęcie od pojemności brutto pojemności pomieszczeń służących do eksploatacji statku, czyli pomieszczeń załogi (socjalnych, mieszkalnych), maszynowni, magazynów żywnościowych, zbiorników paliwa itp. Generalnie pojemnością netto jest pojemność jednostki pływającej przeznaczona do przewozu ładunku i pasażerów.